# Buckland St Mary
Buckland St Mary is een civil parish in het bestuurlijke gebied South Somerset, in het Engelse graafschap Somerset met 521 inwoners.